# فرنسيسكو ميراندا
سباستيان فرنسيسكو دي ميراندا إي رودريغيز دي إسبينوزا (بالإسبانية: Sebastián Francisco de Miranda y Rodríguez Espinoza) (28 مارس 1750 – 14 يوليو، 1816)، المعروف باسم فرنسيسكو ميراندا، كان قائدًا عسكريًا وثوريًا فنزويليًا. على الرغم من فشل مخططاته بشأن استقلال المستعمرات الإسبانية الأمريكية، فهو يُعد سلف سيمون بوليفار، الذي حرر بنجاح معظم أمريكا الجنوبية خلال حروب الاستقلال الإسبانية الأمريكية. كان يُعرف بلقب »الفينزويلي العالمي الأول« و»الأمريكي العالمي العظيم«. بالإمكان إيجاد قانون نقاء الدم لوالد فرنسيسكو دي ميراندا في الأرشيف الوطني الفنزويلي (الكتاب التاسع).
عاش ميراندا حياة رومانسية جريئة في المناخ السياسي والفكري العام الذي انبثق عن عصر التنوير الذي أثَّر في جميع الثورات الأطلنطية. شارك في ثلاث حركات تاريخية وسياسية رئيسية في زمنه: حرب الاستقلال الأمريكية، والثورة الفرنسية، وحروب الاستقلال الإسبانية الأمريكية. وصف تجاربه خلال هذا الوقت في مذكرته، التي وصلت إلى 63 مجلدًا. طوَّر بصفته مثاليًا خطة حالمة لتحرير أمريكا الإسبانية كلها وتوحيدها، ولكن مبادراته العسكرية بالنيابة عن أمريكا الإسبانية المستقلة انتهت في عام 1812. سُلِّم إلى أعدائه، وتوفي في سجن إسباني بعد أربع سنوات.

## نشأته
وُلد ميراندا في كاراكاس، محافظة فنزويلا، في المستعمرة الإسبانية إقليم غرناطة الجديدة، وعُمِّد في 5 أبريل عام 1750. كان والده سباستيان دي ميراندا رافايلو مهاجرًا من جزر الكناري أصبح تاجرًا ناجحًا وثريًا، وكانت والدته، فرانسيسكا أنتونيا رودريغيز دي إسبينوزا، فنزويليةً ثرية. عندما كبر، تمتع ميراندا بتنشئة ثرية وارتاد أفضل المدارس الخاصة. ومع ذلك، لم يكن بالضرورة عضوًا في المجتمع الراقي؛ واجه والده بعض التمييز من المنافسين بسبب جذوره الكنارية.

## تعليمه

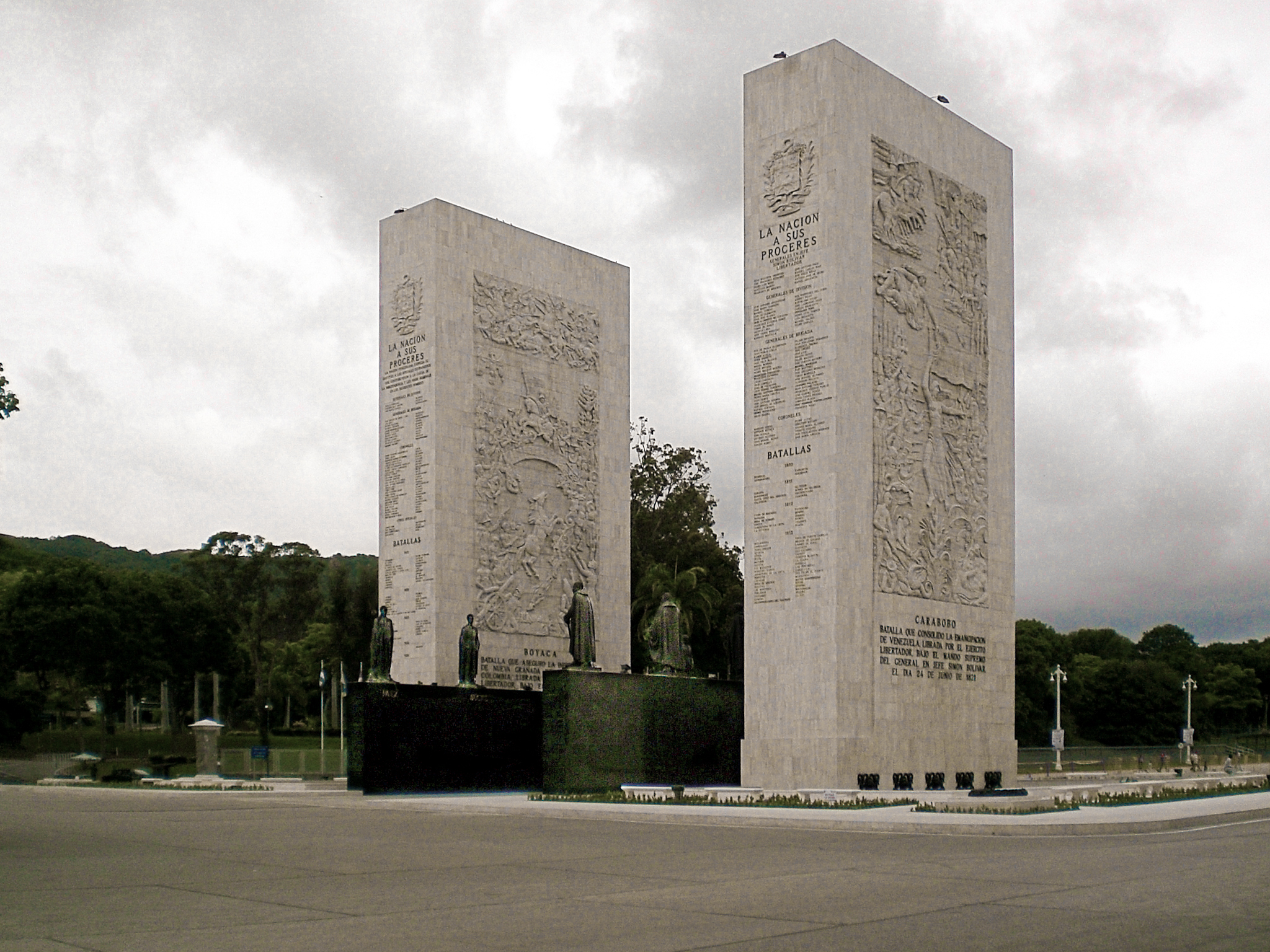
متراصة في لوس بروسيريس، كاراكاس، فنزويلا

كافح سباستيان، والد ميراندا، من أجل تحسين وضع العائلة دائمًا، وبالإضافة إلى تجميع الثروة وكسب المناصب، ضمن لأطفاله تعليمًا جامعيًا. تتلمذ ميراندا في البداية على يد اليسوعيَّين، خورخيه ليندو وخوان سانتايلا، قبل دخوله أكاديمية سانتا روزا.
في 10 يناير عام 1762، بدأ ميراندا دارسته في الجامعة الملكية والأسقفية في كاراكاس، حيث درس اللاتينية، القواعد القديمة لنبريخا، والتعاليم الكنيسة في ريبالدا لعامين. أكمل ميراندا دورته التمهيدية في سبتمبر عام 1764 وأصبح رجلًا من الطبقة العليا. بين عامي 1764 و1766، استمر ميراندا بدراسته، ودرس كتابات شيشرون وفيرجيل، والقواعد، والتاريخ، والدين، والجغرافيا، وعلم الحساب.
في يونيو عام 1767، حصل ميرندا على شهادة البكالوريا في الإنسانيات. من غير المعروف ما إذا كان ميرندا قد حصل على لقب دكتور، لكون الدليل الوحيد الذي يدعم هذا اللقب هو شهادته الشخصية التي تقول إنه حصل عليها في عام 1767، في سن السابعة عشرة.

### مشاكل النسل العرقي
ابتداءً من عام 1767، اضطربت دراسة ميراندا جزئيًا بسبب بروز والده المتزايد في مجتمع كاراكاس. في عام 1764، عُيّن سباستيان دي ميراندا نقيبًا للميليشيا المحلية المعروفة بسرية سكان جزر الكناري البيضاء من قبل المحافظ خوسيه دي سولانو إي بوتيه. قاد سباستيان دي ميراندا فوجه لخمس سنوات، لكن لقبه الجديد ومكانته المجتمعية أزعجا الأرستقراطية البيضاء (المانتوانوس). وللثأر، شكّل فصيلٌ متنافسٌ ميليشيا خاصةً به وقدَّم اثنان من الأرستقراطيين المحليين، وهما خوان نيكولاس دي بونتيه ودون مارتن توفار بلانكو، شكوى ضد سباستيان دي ميراندا.
طلب سباستيان دي ميراندا إعفاءً مشرفًا من الخدمة العسكرية ليتجنب معاداة النخبة المحلية أكثر ومُنِح إياه، وقضى العديد من السنوات يحاول تبرئة اسم العائلة ويثبت »نقاوة« سلالة عائلته. كانت الحاجة إلى تثبيت »طهارة« سلالة دم العائلة مهمةً للحفاظ على منزلة في مجتمع كاراكاس، فهي كانت ما يسمح للعائلة بارتياد الجامعة، والتزوج في الكنيسة، والحصول على مناصب حكومية. في عام 1769، صنع سباستيان سلسلة نسب موثقة ليثبت أن عائلته ليس لديها أسلاف أفارقة، أو يهود، أو مسلمون، وفقًا لسجلات الأرشيف الوطني لفنزويلا. حصل والد ميراندا على شهادة نقاء الدم، التي لا يجب الخلط بينها وبين شهادة نُبل الدم.
في عام 1770، فاز سباستيان بحقوق عائلته من خلال براءة اختراع ملكية رسمية، موقعة من قبل كارلوس الثالث، وقد عززت لقب سباستيان ومكانته المجتمعية. ومع ذلك، خلق حكم المحكمة عداوةً لا تقبل المصالحة مع النخبة الأرستقراطية، التي لم تنسَ الخلاف أو تسامح التحدي قط، ما أثَّر بشكل حتمي في القرارات التالية لميراندا.

## الرحلة إلى إسبانيا (1771–1780)
بعد انتصار والده في المحكمة، قرر ميراندا السعي وراء حياة جديدة في إسبانيا، وفي 25 يناير عام 1771، ترك ميراندا كاراكاس من مرفأ لا جويرا إلى قادس، إسبانيا، على متن فرقاطة سويدية، اسمها الأمير فريدريك. وصل ميراندا إلى مرفأ قادس في 1 مارس عام 1771، حيث بقي لأسبوعين مع قريب بعيد، خوسيه دانينو، قبل أن يغادر إلى مدريد.

### في مدريد
في 28 مارس عام 1771، سافر ميراندا إلى مدريد ونمَّى اهتمامًا بالمكتبات والهندسة المعمارية والفن الذي وجده هناك. في مدريد، استمر ميراندا في تعليمه، وخاصةً اللغات الحديثة، لأنها تسمح له بالسفر في أنحاء أوروبا. سعى أيضًا إلى توسيع معرفته بالرياضيات، والتاريخ، والعلوم السياسية، لأنه كان يهدف إلى خدمة الملك الإسباني بمنصب ضابط عسكري. خلال هذا الوقت، باشر أيضًا ببحث في الأنساب لاسم عائلته ليثبت روابطه مع أوروبا والمسيحية، والتي كانت مهمةً بشكل خاص له بعد نضالات والده لإضفاء الشرعية على سلالة عائلته في كاراكاس.
بدأ ميراندا ببناء مكتبته الخاصة في مدريد، التي كان يضيف إليها خلال سفره، وتجميع الكتب والنصوص والرسائل.
في يناير عام 1773، حول والد ميراندا 85,000 ريالًا (عملات فضية)، ليساعد ابنه في الحصول على منصب في نقيب في فوج الأميرة.

### الحملات الأولى
خلال عامه الأول في منصب النقيب، سافر ميراندا مع فوجه بشكل رئيسي في شمال أفريقيا ومحافظة أندلسيا في جنوب إسبانيا. في ديسمبر عام 1774، أعلنت إسبانيا الحرب مع المغرب، وخاض ميراندا معركته الأولى خلال النزاع.
بينما كان ميراندا مكلفًا بحراسة محطات الوجود الاستعماري غير المرغوب فيه في شمال أفريقيا، بدأ بالربط مع الوجود استعماري المشابه في أمريكا الجنوبية الإسبانية. حدثت مفخرته العسكرية الأولى خلال حصار مليلية، الذي استمر منذ 9 ديسمبر عام 1774 وحتى 19 مارس عام 1775، والذي استطاعت القوات الإسبانية فيه طرد سلطان المغرب محمد بن عبد الله. ومع ذلك، ورغم ما قام به والخطر الذي واجهه، لم يحصل ميراندا على مكافئة أو ترقية ونُقل إلى حامية قادس.
على الرغم من نجاح ميراندا العسكري، واجه العديد من الشكاوى الانضباطية، التي تراوحت بين شكاوى أنه قضى وقتًا كثيرًا يقرأ، والخلافات المالية، والتهم الانضباطية الأخطر مثل العنف واستغلال السلطة. كان أحد أشهر أعداء ميراندا الكولونيل خوان روكا، الذي اتهم ميراندا بتبذير تمويلات السرية والوحشية تجاه الجنود في فوج ميراندا. أرسل تقرير الخلاف إلى المحقق الجنرال أورايلي ووصل في النهاية إلى الملك تشارلز الثالث، الذي أمر بنقل ميراندا إلى قادس مرة أخرى.

## المهمات في أمريكا (1784-1781)

### ثورة الولايات المتحدة
أصبحت إسبانيا مشاركةً في حرب الاستقلال الأمريكية لغرض توسيع مناطقها في لويزيانا وفلوريدا، لإجبار بريطانيا على الإبقاء على جبهات حرب متعددة متزامنة، والسعي إلى استعادة جبل طارق. هاجم النقيب الإسباني جنرال لويزيانا، برناردو دي غالفيز، في عام 1779 البريطانيين في باتون روج وناتشيز، محررًا حوض نهر مسيسيبي من القوى المعادية التي كان بإمكانها تشكيل تهديد لعاصمتها، نيو أورلينز.
بدأت القوات الإسبانية بالتحرك ضد البريطانيين، وأُمر ميراندا بإبلاغ فوج أراغون، الذي أبحر من قادس في ربيع عام 1780 تحت قيادة فيكتوريانو دي نافيا. أبلغ ميراندا رئيسَه، الجنرال خوان مانويل كاجيغال إي مونسيرات، في هافانا، كوبا. شارك دي كاجيغال وميراندا من مقرهما في كوبا في حصار حصن بينساكولا في 9 مايو عام 1781، ومُنح ميراندا لقب المقدّم المؤقت خلال هذا المعركة. ساهم ميراندا أيضًا في نجاح المعركة البحرية الفرنسية في خليج تشيزبيك عندما ساعد الكونت دي غراس في جمع التمويل والمؤن المطلوبة.

## روابط خارجية
- فرنسيسكو ميراندا على موقع الموسوعة البريطانية (الإنجليزية)